# Callipyris
Callipyris là một chi bướm đêm thuộc họ Noctuidae.